# Aylesford, Nova Scotia
Aylesford är en ort i Kanada.   Den ligger i provinsen Nova Scotia, i den sydöstra delen av landet, 900 km öster om huvudstaden Ottawa. Aylesford ligger 33 meter över havet och antalet invånare är 2 408.
Terrängen runt Aylesford är varierad. Närmaste större samhälle är Greenwood, 10,2 km sydväst om Aylesford. 
I omgivningarna runt Aylesford växer i huvudsak blandskog. Runt Aylesford är det glesbefolkat, med 18 invånare per kvadratkilometer.